# Штучні водойми в Польщі
У Польщі станом на 1994 рік налічувалось понад 140 штучних водойм із об`ємом, яка перевищує 1 млн м³. З них майже половину запустили до Другої світової війни, включаючи найдавніше водосховище Польщі, створене ще в середині XVI століття — озеро Сигізмунда (Зигмунта) Августа на Нереслі

### Список водойм
Основні
- Залив Аркадія біля Чорної Ганчи
- Залив Багри в Кракові
- Балатон у Бидгощі
- Балатон у Сосновці
- Бонд у Велені
- Біле озеро в Велені
- Білогонське озеро в Кельцях
- Бесовіцьке озеро в Кемпицях
- Блендзевське озеро біля Обри
- Бліжинське озеро в Бліжині
- Богорийське озеро в Самбожеці
- Водойма Бояри біля Білгорая в Білгорає
- Больмінська затока в Хенцині
- Бродське озеро біля Камєнни
- Буковське озеро біля Буба
- Битова затока в Битові
- Цедзинське озеро — між Маслувом тa Ґурно в Кулецькому повіті
- Ханьча, Чорна Сташовська в Ханьчі
- Хехельське озеро в Хехлі
- озеро Хехло-Накло в Сьверклянці та Накло-Шльонське
- Чарнецьке озеро, Сола
- Чаплинець в Бледзев
- Чховське озеро, Дунаєць
- Чарнянське озеро, Вісла
- Чорштинське водосховище, Дунаєць
- Добчинське озеро, Раба
- Добромерське озеро, Стшегомка
- Добжицьке озеро, Гвда
- Дольнобжеське озеро — гміна М'єнкіня
- Доманьовське озеро, Радомка (2000)
- Диховське озеро, Диховський канал (1936)
- Дзецьковиці, Сола i Скава (1976)
- Дзержно Дуже, Клодниця (1964)
- Дзержно Мале, Драма (1933–1939)
- Гочалковицьке озеро, Вісла (1956)
- Голуховське озеро, Тшемна (1971)
- Гостковське озеро в гміні Дембниця-Кашубська
- Гурне озеро — гміна Велень
- Грудковське озеро, Вда (1924)
- Хайка, Радев (1912)
- Ястковське озеро в Ястрове
- Єзьорско, Варта (1986)
- водосховище Єжево в гміні Борек-Велькопольській
- Качоровське озеро, Качава
- Каламанка в гміні Кодень
- Камьонка в Ополі
- Келецька затока, Сільниця
- Клімковське озеро, Ропа (1994)
- водосховище Коморув, Мілікувка
- Короновське озеро, Брда (1960)
- Кошицьке озеро в Пілі
- Козлова Гура, Бриниця (1939)
- Леснянське озеро, Квіса (1905)
- Лежницька затока в гміні Паженчев
- Бистрицьке озеро (Любачівське озеро), Бистшиця (1917)
- Лонка, Пшчинка (1987)
- Ленг в Явожно
- Тарнобжезьке озеро, Тарнобжег (2009)
- Маленецьке озеро в гміні Рудій-Маленецькій
- Мале озеро в гміні Велень
- Маломіцьке озеро в Любліні
- Маргонінка в гміні Марґонін
- Малярські озера в гміні Велень
- Метковські озера, Бистшиця (1986)
- Мендзибродське озеро, Сола (1936)
- Мілечкі в гміні Велень
- Модре озеро, Бубр (1925)
- Мости в гміні Подедвуже
- Мрожичка, Мрога (1975)
- Мсцівойське водосховище, Вержбяк (1996)
- Мурованецьке водосховище, Свендріна (2004)
- Мичаковське озеро, Сян (1960)
- Надзіл в гміні Ґрудек
- Недув, Вітка (1962)
- водосховище Неліш, Вепр
- Немецький став в гміні Малехово
- водосховище Нев'ядома в гміні Сабне (2013)
- Новомейська затока в Новому Мясті, Сона
- Ниське озеро, Ниса-Клодзька (1972)
- Оравське озеро в гміні Яблонці
- ожеповицьке водосховище в Рибнику
- Осовець в гміні Тшебіня
- Отмуховське озеро, Ниса-Клодзька (1933)
- водосховище Тополя (Пачковське озеро), Ниса-Клодзька (2002)
- водосховище Козельно (Пачковське озеро), Ниса-Клодзька (2002)
- Папроцанське озеро, Тихи (1870)
- Раковицьке озеро, Раковиці-Великі, Раковиці-Малі (гміна Львувек-Шльонський)
- П'яхи в Стараховиці
- П'яскі-Щигліцка, Олобок (1978)
- П'єжхальське озеро в гміні Плоскиня
- Пілховицьке озеро, Бубр (1912)
- Пілицька затока в Пілиця
- Плавновиці, Тошеський поток (1976)
- Підгайське озеро в гміні Оконек
- Слуп – водосховище на південному заході країни, в околицях Легниці.
- водосховище Турава, розміщене в околицях Ополя.
- водосховище Погорія I (1943)
- водосховище Погорія II
- водосховище Погорія III
- водосховище Погорія IV (водосховище Кужніца Варенжинська), Пшемша (2005)
- Покшивницьке озеро, Троянувка (1978)
- Порайське озеро, Варта (1978)
- водосховище Пруба, Жегліна (2001)
- Пшечицько-Севецька затока, Чорна Пшемша (1963)
- водосховище Пшерувно, Кринка (2006)
- Птушовське озеро в гміні Тарнувка
- Радомське озеро в Радом
- Рейовське озеро, Камйонка
- Рогожницьке озеро гміні Бобровники
- Росновське озеро, Радев (1922)
- водосховище Рошкув в гміні Яроцин
- Рожновське озеро, Дунаєць (1943)
- Руда — гміна Ілово-Осада
- Рибницьке озеро, Руда (1972)
- Риза Яма — гміна Янів Підляський
- Садзавкі — гміна Вількув (Опольський повіт)
- Січкі — гміна Єдльня-Летнісько
- Селпінське озеро — гміна Конське
- Семяновське озеро, Нарва (1995)
- став Семень в гміна Семень, Тисьмениця (II чветь XVII століття)
- Сенявка в гміні Лаґевники, Кшивула
- Сенявське озеро, Віслок (1978)
- Скерневське озеро в Скерневицях
- Залев Слуп, Ниса-Шальона (1978)
- Слупецьке озеро, Мешна (1955)
- Солинське озеро, Сян (1968)
- Сосіна в Явожно
- Соснувка, Подгурна, Червонка i Сосняк (2001)
- Сромовце, Дунаєць (1994)
- Стара Жвіровня в гміні Цединя
- Стараховицьке озеро (затока Пастернік) в Стараховиці
- Страшинське озеро (Гошинське озеро), Радуня (1910)
- Белавське озеро, Бренчек
- Сулейовське озеро, Пілиця (1974)
- Щеценське озеро в гміні Далешиці
- водосховище Свінна поремба, Скава (будується)
- Тама в Червйонці-Лещині
- Тама в гміні Пижиці
- Топорня в Пшисуха
- Туравське озеро, Мала-Панев (1948)
- озеро Велька Лонка в Бельсько-Бяла
- затока Варти в гміні Боґданець
- Вонглянка-Медзна в гміні Жарнув
- Велике озеро в гміні Велень
- Вьори, Свісліна (2005)
- Вроцлавське озеро, Вісла (1970)
- водосховище Влодзенін (2007)
- озеро Зеґжинське - на північних околицях Варшави.
- озеро Вонесць (1983)
- Вжесінське озеро (1967)
- Вжешчинське озеро, Бубр (1927)
- Забоже в гміні Жарки
- затока в Янові-Любельському
- затока в Коніні
- затока в Кракові
- затока в Крампні
- затока в Новій Дембі
- затока в Ряшеві
- затока в гміні Сухеднюв
- затока в гміні Заклікув
- водосховище запора, Брда (1848)
- Заспа в Гданську
- Зеґжинське озеро, Нарва (1963)
- Зембожицьке озеро, Бистриця (1974)
- Злотницьке озеро, Квіса (1924)
- озеро Зигмунда Августа, Нересль (половина XVI століття)
- Жарське озеро в гміні Менцинка
- Залізний міст (1974)
- Желізнецьке озеро в гміні Дрелів
- Жероніцьке озеро в гміні Добрій
- Журське озеро, Вда (1930)
- Живецьке озеро, Сола (1966)

### Інші
- Озеро Орава — Орава — гребля, яка знаходиться в Словаччині
- Озеро Мальта на Кібіні в Познані

### В процесі будівництва
- Водосховище Конти — Мисцова, Вислока

## Сухі водосховища в боротьбі з повенями
- Полдер Букув — Одра
- Полдер Кжезін-Битомець — Одра
- Сухе водосховище Болкув — Рововіцак
- Сухе водосховище Цеплиці — Цеплиці
- Сухе водосховище Качава — Качава
- Сухе водосховище Кжешув 1 — Задра, Кшешув
- Сухе водосховище Кжешув 2 — Задра
- Сухе водосховище Собешув — Камієна, Собешув
- Сухе водосховище Строне-Шльонські — Строне-Шльонські
- Сухе водосховище Свєрзава — Каменнік, Свежава
- Сухе водосховище Мендзигоре — Мендзиґуже
- Сухе водосховище Мірськ, Мірськ
- Сухе водосховище Мисловиці — Мисловиці

## Найбільші водойми
| № | резервуар          | м³    | резервуар          | км²  | резервуар          | м    |
| 1 | Солинське озеро    | 472.0 | Влоцлавське озеро  | 70,4 | Озеро Соліна       | 60,0 |
| 2 | Влоцлавське озеро  | 408.0 | Єзьорско           | 42,3 | Озеро Чорштин      | 54.5 |
| 3 | Озеро Чорштинське  | 231.9 | Семяновське озеро  | 32,5 | Озеро Пільховицьке | 46.7 |
| 4 | Єзьорско           | 202.8 | Озеро Гочалковіцке | 32,0 | Тарнобжеське озеро | 42,0 |
| 5 | Озеро Гочалковіцке | 166.8 | Озеро Зегжинське   | 30,3 | Климківське озеро  | 36.1 |

## Нотатки
1. ↑  1 м³ = 1 000 000 м³ = 1 млн м³